# Austrotinodes uruguayensis
Austrotinodes uruguayensis is een schietmot uit de
familie Ecnomidae. De soort komt voor in het Neotropisch gebied.